# Reinhold Engberding

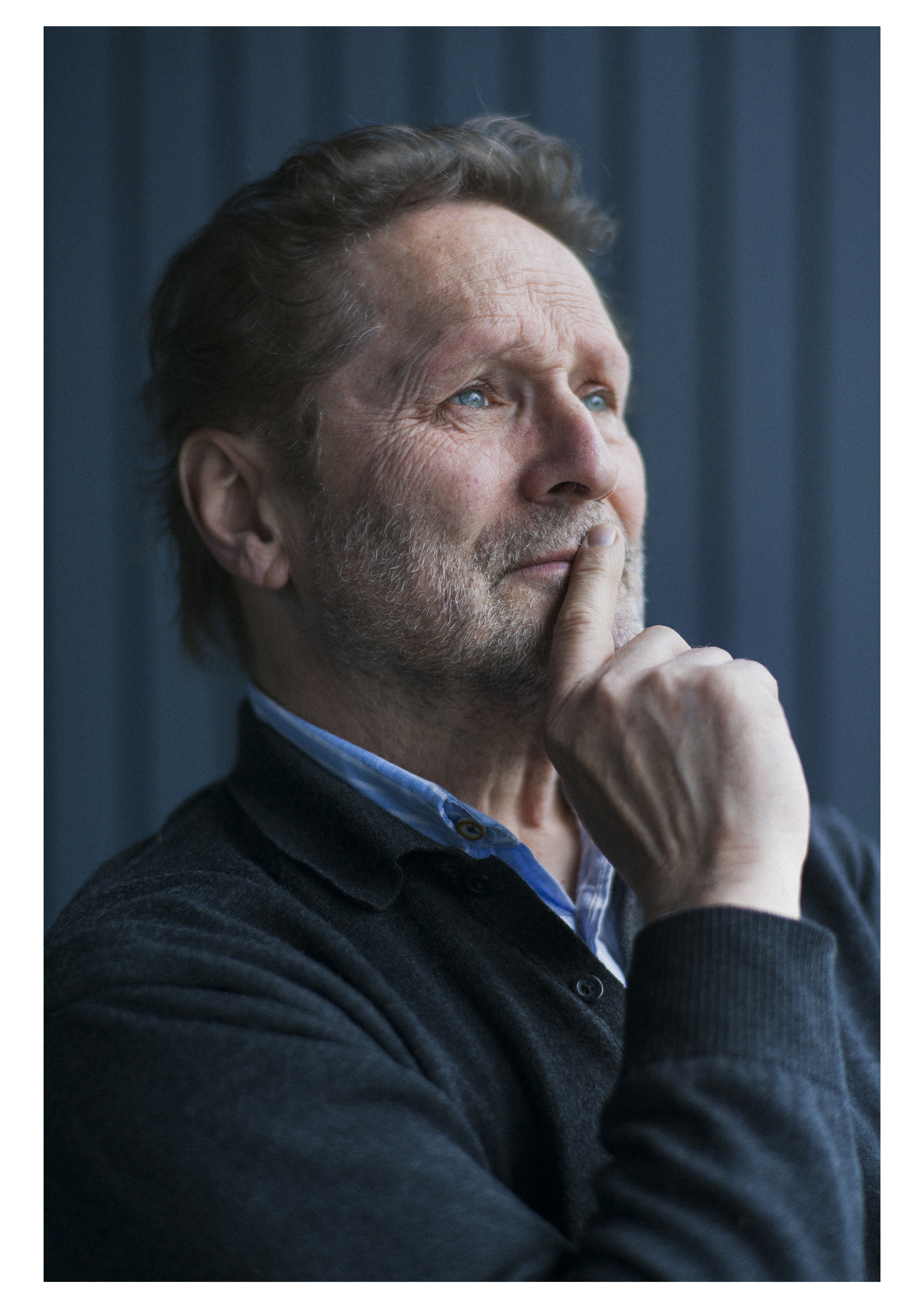
Reinhold Engberding (2022)

Reinhold Engberding (* 4. Juni 1954 in Herten, Westfalen) ist ein deutscher Künstler.

## Leben
Engberding studierte von 1976 bis 1982 Landschaftsplanung an der Gesamthochschule Kassel bei Lucius Burckhardt und Jürgen von Reuß. Nachdem er dort das Diplom erlangt hatte, arbeitete er bis 1987 in Hamburg in freien Planungsbüros. Anschließend war er in den Werkstätten der Keramiker Jörg von Manz und Stefan Emmelmann tätig. 1988 bis 1994 studierte er Freie Kunst mit dem Schwerpunkt Keramik an der Muthesius Kunsthochschule Kiel bei Johannes Gebhardt und mit dem Schwerpunkt Bildhauerei an der Koninklijke Academie van Beeldende Kunsten in Den Haag bei Irene Fortuyn Fortuyn/O’Brien und Reinoud Oudshoorn. 1996 schuf er seinen literarischen Begleiter Holger B. Nidden-Grien. Engberding ist Mitglied im Deutschen Künstlerbund und in der Freien Akademie der Künste in Hamburg. 2018 wurde er dort Vorsitzender der Sektion Bildende Kunst. Er lebt und arbeitet in Quickborn bei  Hamburg.

## Werk
Reinhold Engberding ist überwiegend Bildhauer, schafft Objekte und Installationen. Er häkelt dabei mit schwarzer Baumwolle. Eine weitere Werkgruppe besteht aus Arbeiten mit gebrauchten Textilien. Seit ca. 2006 beschäftigt er sich zudem mit gezeichneten/gemalten Porträts.

## Auszeichnungen und Stipendien
- 1992 Erasmus-Stipendium, Koninklijke Academie van Beeldende Kunsten, Den Haag (NL)
- 1992 Westerwald-Preis Deutsche Keramik, Keramik-Museum Westerwald, Höhr-Grenzhausen
- 1994/95 Stipendium des Landes Schleswig-Holstein für das Künstlerhaus Lauenburg/Elbe
- 2001 Stipendium der Freien und Hansestadt Hamburg, Künstlersiedlung Ekely in Oslo (N)
- 2004 Stichting PlaatsMaken, Arnheim (NL) (Residency)
- 2006 Stipendium der A.-Koechlin-Stiftung, Luzern, für die Stadtmühle Willisau/Luzern (CH)
- 2006 UNESCO-Aschberg-Stipendium für die Faculty of Fine Arts, Chiang Mai University, (THA)
- 2010 Arbeitsstipendium des Landes Schleswig-Holstein für das Landeskulturzentrum Salzau
- 2011 CentralTrak, The University of Texas at Dallas Artists Residency, Dallas TX, (USA)
- 2012 Stipendium der Indiana University Bloomington für einen Arbeitsaufenthalt als Visiting Artist/Lecturer an der Henry Radford Hope School of Fine Arts, Bloomington Indiana (USA)
- 2012 Short time research fellow, Pedalto institution of incorporated art, Brooklyn NYC, (USA)
- 2015 CentralTrak, The University of Texas at Dallas Artists Residency, Dallas TX, (USA)
- 2015 Kunstpreis „Das Leben ist eine Kartoffel“, 2. Preis, Kunstverein bh25, Kleve
- 2021 Drosteipreis - Der Kulturpreis des Kreises Pinneberg
- 2023 McKinney Visiting Artist / Adjunct Professorship, Indiana University Bloomington Bloomington, Indiana (USA)

## Einzelausstellungen (Auswahl)
- 1995 Städtisches Museum Engen, (mit Katharina Büche)
- 1997 Galerie Stücker, Brunsbüttel
- 1998 Galerie Thomas Gehrke, Hamburg
- 1999 Künstlerhaus Bergedorf, Hamburg
- 2004 Galerie Gruppe Grün, Bremen
- 2006 Stadtmühle Willisau/Luzern, Schweiz
- 2006 Galerie Carolyn Heinz (mit Moritz Hasse)
- 2006 Chiang Mai University Art Museum, Chiang Mai, Thailand
- 2007 Marstall Schloss Ahrensburg, Ahrensburg
- 2008 Galerie Carolyn Heinz (mit Astrid Köppe)
- 2009 Saarländisches Künstlerhaus, Saarbrücken
- 2009 Kunstverein Gütersloh, Gütersloh
- 2009 CBKGelderland, Arnheim, Niederlande, mit Marjolein de Groen
- 2010 Galerie Carolyn Heinz, Hamburg (mit Peter Jordaan)
- 2011 Gerhard-Marcks-Haus, Bremen, (mit Karin Arink)
- 2013 Galerie Carolyn Heinz, Hamburg (mit Martin Kasper)
- 2013 K-Salon, Berlin (mit Moritz Hasse)
- 2015 Beefhaus, Dallas TX, USA
- 2015 Conduit Gallery, Dallas TX, USA
- 2015 Galerie Kramer, Bremen (mit Peter Nikolaus Heikenwälder)
- 2015 Künstlerhaus Sootbörn, Hamburg
- 2016 Kunstraum ZwischenLinden, Thomasburg
- 2016 Kunstverein Haus 8, Kiel (mit Hanswerner Kirschmann)
- 2016 Maschinenhalle Zeche Scherlebeck, Herten
- 2016 Hühnerhaus Volksdorf, Hamburg
- 2017 Galerie peripherie, Tübingen
- 2017 Kunstverein Unna e. V., Unna
- 2017 Holmer Mühle, Buchholz (mit Peter Nikolaus Heikenwälder)
- 2019 Kunstverein Eislingen, Eislingen/Fils (mit Peter Nikolaus Heikenwälder)
- 2020 Freie Akademie der Künste in Hamburg
- 2020/21 Kulturkirche St. Stephani, Bremen
- 2022 Galerie Kramer, Bremen (mit Emese Kazár)
- 2022 ARTLABBERLIN, Berlin (mit Sulafa Hijazi)
- 2024 Stiftung Landdrostei in Pinneberg

Correspondentiae (gemeinsam mit Holger B. Nidden-Grien)
- 1999 Correspondentia # 1 - Galerie Neue Anständigkeit, Berlin
- 2002 Correspondentia # 2 - Galerie trottoir, Hamburg
- 2006 Correspondentia # 3 - das Gästezimmer, Wolhusen (CH)
- 2011 Correspondentia # 4 - Gerhard-Marcks-Haus, Bremen
- 2012 Correspondentia # 5 - Schoellerhalle, Eitorf
- 2013 Correspondentia # 6 - Galerie peripherie, Tübingen
- 2014 Correspondentia # 7 - Einstellungsraum, Hamburg
- 2015 Correspondentia # 6.2 - CentralTrak-Gallery, Dallas TX, (USA)
- 2015 Correspondentia # 8 - CentralTrak-Gallery, Dallas TX, (USA)
- 2021 Correspondentia # 9 - Deutscher Künstlerbund, Berlin
- 2022 Correspondentia # 10 - Laubenland, im Rahmen der Altonale, Hamburg
- 2024 Correspondentia # 10.2 - Drostei Pinneberg, in der dortigen Ausstellung

## Publikationen
(K = Katalog, B = Broschüre, H = Heft, CD = CD-Rom)
- Raumfragen, (K) Meßberghof, Hamburg, 1997; Text Hajo Schiff, Hamburg
- a man droo the feers, (K) Galerie Stücker, Brunsbüttel, 1997; Text Hajo Schiff
- OPÜ - auditeur public, (H) Selbstverlag, 1998.
- verbotene Städte, (K) Text Heike Piehler, Kiel 1998.
- viral rooms, (CD) Bureau™, Kinderalbula, Davos 2000.
- Grün ist die Tugend, (B) Stadtmühle Willisau, 2006; Text Silke Baumann, Kunsthalle Basel
- Grenzenlos, (B) Kunstverein Gelsenkirchen, 2006; Text Ferdinand Ullrich, Kunstakademie Münster
- Our Vather is Undings Son, (K) Marstall Schloss Ahrensburg, 2007; Texte Roland Scotti, Ursula Meyer-Rogge, Arne Rautenberg, Holger B. Nidden-Grien; Textem-Verlag, Hamburg, ISBN 978-3-938801-38-3.
- A MAD JUNE, (K) Saarländischen Künstlerhaus Saarbrücken, 2008; Texte Martin Henatsch, Nora Sdun, Holger B. Nidden-Grien; Textem-Verlag, Hamburg, ISBN 978-3-941613-36-2.
- Made in Arnhem Invites, (K) Texte Peter Nijenhuis, Klaas Kerkstra, Inge Pollet und andere, Arnheim (NL), 2009.
- angezettelt, Katalog, Saarländisches Künstlerhaus Saarbrücken, 2010; Text von Dirk Bubel, ISBN 978-3-940517-39-5.
- Kleider machen Kunst (K), Gerhard-Marcks-Haus, Bremen, 2011; Texte Arie Hartog, Veronika Wiegartz, ISBN 978-3-924412-73-9.
- entgrenzt, Katalog, Sparkassenstiftung Schleswig-Holstein, Kiel, 2015; Text für R. Engberding: Arie Hartog, Bremen
- Park and Ride, Jahreskatalog, Einstellungsraum e.V. Hamburg, 2015; Texte Nora Sdun, Tan Bartnitzki, Brigitte Engel-Hiddemann, Uwe Kraft, Th. Piesbergen, Christoph Riemer, Dr. J.L. Schroeder, Elke Suhr et al., ISBN 978-3-938218-76-1.
- Grundmuster im Herrenstandard, im Jahreskatalog von hühnerhaus volksdorf.kunst. (5), hrsg. von Edith Sticker, Hamburg 2016; Text Dr. Peter Lodermeyer, ISBN 978-3-938218-87-7.
- VEST oder Der Himmel ist meine Hose, Künstlerbuch als Ergänzung zur gleichnamigen Ausstellung in der Freien Akademie der Künste in Hamburg, 2020; Texte Momčilo Nastasijević übersetzt von Robert Hodel, Betty Kolodzy, Marie T. Martin, Peter Waterhouse und Holger B. Nidden-Grien; Textem-Verlag, Hamburg, ISBN 978-3-86485-251-0.
- ...wo es niemanden stört, daß - wer auch immer - dort ohne Hose steht., Künstlerbuch als Ergänzung zur gleichnamigen Ausstellung in der Drostei Pinneberg, 2024; Texte Gottfried Keller, Monika Wagner, Nora Sdun, Holger B. Nidden-Grien; Textem-Verlag, Hamburg, ISBN 978-3-86485-329-6.